# Els grans invents del TBO
Els grans invents del TBO (Los grandes inventos del TBO, originalment) fou una secció humorística fixa del setmanari d'historietes TBO a partir de 1943. El títol de la secció va variar lleugerament en les diferents etapes de la revista: Grans Invents, Grans Invents Pràctics o Invents del professor Franz de Copenhaguen, varen ser alguns dels seus encapçalaments. S'hi descrivia de forma molt precisa invents estrafolaris, a vegades summament complexos, amb una finalitat banal. La secció estava presentada per un personatge fictici, el professor Franz de Copenhaguen.

## Trajectòria editorial
La idea de la sèrie va partir del director de la revista, Joaquim Buïgas i Garriga, i el primer dibuixant habitual va ser Nit, durant els anys 1940, però prèviament s'havia publicat al número 264 de TBO, del 26 de març de 1923 de la mà de Tínez. Un precedent d'aquesta sèrie en el còmic clàssic dels Estats Units pot trobar-se en la sèrie Inventions of Professor Lucifer Gorgonzola Butts (Invents del Professor Lucifer Gorgonzola Butts) (1914-1964), creada per Rube Goldberg.
Més tard la dibuixarien autors com Tínez (en els 50), Tur, Louis Forton, Josep Serra i Massana, Modest Méndez Álvarez, Manuel Urda Marín, Alfred Opisso Cardona, Maurice Cuvillier, Marí Benejam Ferrer (també signant com Rino i Ferrer), Francesc Tur Mahe, Josep Maria Blanco Ibarz i des dels 60, Sabatés, que va ser qui en va dibuixar més, fins a l'últim número de la revista, publicat per Ediciones B el 1998. Cal tenir en compte que tant Nit com Sabatés eren perits mecànics, per la qual cosa aconseguien donar als seus invents certa credibilitat. Per demostrar que els seus invents podien funcionar, Sabatés en va construir un: una màquina de tallar cigars que actualment està exposada al Museu del Joguet de Catalunya a Figueres, al costat de la figura del professor Franz que solia presidir la caseta de TBO a les diverses edicions del Saló de la Infància i la Joventut de Barcelona.
La majoria d'episodis de la sèrie consten d'una única il·lustració en què es mostra l'invent, les seves parts i el seu funcionament. Malgrat això, en moltes ocasions (especialment en els episodis dibuixats per Benejam) s'opta per un llenguatge d'historieta amb successió de vinyetes.
Alguns dels enginyosos invents del TBO van ser:
- Dispositiu per fer vi amb sabates velles (Nit)
- Procediment per descarregar mercaderies amb girafa (Nit)
- Cotxe salta-tanques (Nit)
- Aparell neta-nassos (Nit)
- Ous amb pela de cristall (Benejam)
- Melons quadrats (Benejam)
- Barret-gàbia (Tur)
- Dispositiu anti-cabell en la sopa (Sabatés)
- Giny per brindar en taules grans (Sabatés)

Des de 1943 es van crear uns 1.500 invents.

## Personatges
El personatge del professor Franz de Copenhague va ser introduir per Serra Massana al número 920 de la primera època de TBO (de l'1 de febrer de 1935) per a una altra secció, però es va acabar convertit en el creador i presentador dels invents introduït a la secció per Tínez. És un inventor i científic multidisciplinar, seriós i rigorós, d'aspecte escandinau o germànic, calb i amb unes ulleres grans i rodones, vesteix sempre amb bata blanca.
Altres dibuixants van reprendre el personatge, adaptant-lo lleugerament als seus estils respectius. En la postguerra immediata, els personatges estrangers no estaven ben vistos de manera que, durant un temps, se’l va substituir per un altre inventor anònim d'aspecte ben diferent, que es tocava la calva amb un dit per indicar que havia tingut una idea genial, però el professor Franz va acabar tornant a la sèrie i s'hi va quedar fins al final.

## Llegat
La popularitat d'aquesta secció va arribar a formar part del llenguatge col·loquial, amb la frase "és un invent del TBO" per descriure una idea d'estrafolària o absurda, de la mateixa manera que es fa servir l'expressió és una màquina de Rube Goldberg pel nom del seu precedent. També va donar lloc a sèries similars en la competència, com els Invents pràctic-esportius del professor Kal-Abacete en "La Risa".
Algun d'aquests invents ha esdevingut real, per exemple, el dels melons quadrats (en realitat s'ha fet amb síndries o melons d'aigua), amb la finalitat que prenguin la forma de caixes per a embalatge.
Es tracta d'una de les sèries que els lectors més identifiquen amb la publicació en què va sorgir. En els darrers anys han aparegut diverses edicions antològiques i s'han presentat exposicions de dibuixos originals com la titulada Los grandes inventos de TBO. Dibuixos originals 1922-1961, que va començar la seva itinerància a Rubí el 2007.